# Parjenje
Párjenje ali kopulácija je združitev spolnih organov dveh organizmov nasprotnega spola  (ali dvospolnikov) z namenom oploditve. O parjenju govorimo samo v primeru, kadar pride do neposrednega stika med spolnima partnerjema in je oploditev notranja, zato se po definiciji živali z zunanjo oploditvijo (npr. ribe, nekatere žuželke itd.) in rastline ne parijo.
Parjenju pri človeku pravimo spolni odnos, njegov namen pa ni nujno oploditev in nastanek potomcev, temveč ga ljudje pogosto prakticiramo tudi zaradi ugodja.